# 117435 Severochoa
117435 Severochoa este un asteroid din centura principală de asteroizi.

## Descriere
117435 Severochoa este un asteroid din centura principală de asteroizi. A fost descoperit pe 14 ianuarie 2005 la La Cañada de Juan Lacruz. Asteroidul prezintă o orbită caracterizată de o semiaxă mare de 2,77 ua, o excentricitate de 0,01 și o înclinație de 3,6° în raport cu ecliptica.